# Vojni rok
██ Države bez oružanih snaga
██ Države bez vojnoga roka
██ Države koje planiraju ukinuti vojni rok u bliskoj budućnosti
██ Države u kojima se služi vojni rok
██ Bez podataka
Vojni rok je razdoblje tijekom kojega su unovačeni pripadnici oružanih snaga, odnosno vojni obveznici, zakonski dužni služiti u oružanim snagama radi vojne obuke, kao i redovne popune stajaće vojske. U Hrvatskoj vojsci se za te osobe koristi izraz ročnik.
Osobe koje nakon odsluženoga vojnoga roka prime poziv za vojnu službu nazivaju se rezervnim (pričuvnim) pripadnicima oružanih snaga ili rezervistima.